# Under the Queen's Umbrella
Under the Queen's Umbrella ou Sous l'égide de la reine au Québec (hangeul : 슈룹 ; RR : Syurup) est une série télévisée sud-coréenne en cours mettant en vedette Kim Hye-su, Kim Hae-sook et Choi Won-young (en). Il a été créé sur tvN le 15 octobre 2022 et diffusé tous les samedis et dimanches à 21h10. La série est également disponible en streaming sur Netflix dans certaines régions.

## Synopsis
La série traite de la meilleure méthode d'éducation de 1% à Joseon pour faire des princes fauteurs de troubles, qui causent des nuisances pour la famille royale, de véritables princes.

## Distribution

### Acteurs principaux
- Kim Hye-su : Reine Im Hwa-ryeong[6],[7]
  - Chaerin : Reine Im Hwa-ryeong (jeune)[8]
- Kim Hae-sook : Reine douairière[7]
- Choi Won-young (en) : King Yi Ho[7]

### Acteurs secondaires

#### Les fils de la reine consort
- Moon Sang-min : Grand Prince Seongnam[9]
- Bae In-hyuk (en) : Prince héritier[10]
- Yoon Sang-hyun : Grand Prince Muan[11]
- Yoo Seon-ho : Grand Prince Gyeseong[12]
- Park Ha-jun : Grand Prince Ilyeong[13]

#### Les concubines
- Ok Ja-yeon (en) : Épouse royale Gwi-in Hwang[14]
- Kim Ga-eun (en) : Épouse royale So-yong Tae[15]
- Woo Jung-won : Épouse royale Gwi-in Go[16]

#### Les fils de concubines
- Kang Chan-hee : Prince Uiseong[17]
- Kim Min-ki : Prince Bogum[18]
- Moon Seong-hyun : Prince Shimso[19]

#### Les gens du palais
- Kim Eui-sung : Hwang Won-hyeong[7],[17]
- Jang Hyun-sung (en) : Yoon Soo-kwang[20]

#### Autre
- Seo Yi-sook (en) : la reine déchue Yoon[21]

## Production

### Fiche technique
- Titre original : 슈룹
- Titre français : Under the Queen's Umbrella
- Réalisation : Kim Hyung-sik[1]
- Scénario : Park Ba-ra[1]
- Musique : Kim Joon-seok, Jeong Se-rin[2]
- Société de production : How Pictures (en)[1]
- Sociétés de distribution : tvN (Corée du Sud) ; Netflix (monde)
- Pays de production :  Corée du Sud
- Langue originale : coréen
- Genre : drame historique
- Nombre de saison : 1
- Nombre d'épisode : 16
- Durée : 73 minutes[3]
- Dates de diffusion :
  - Corée du Sud : 15 octobre 2022 sur tvN
  - Monde : 19 novembre 2022 sur Netflix[22]